# Cirta
Cirta (grec antic: Κίρτα; llatí: Cirta) va ser una ciutat de la costa de Numídia. El nom deriva del fenici Kirta que vol dir «la ciutat». Es trobava a quaranta-vuit mil passes del mar, en un terreny fèrtil, i sobre una roca escarpada gairebé rodejada per un riu. Va ser el punt central de totes les vies romanes de Numídia.
Va ser la residència dels reis dels massesils númides, que hi van construir un palau. El primer rei que hi va habitar va ser Masinissa que s'hi va instal·lar després de vèncer a Sifax. Micipsa, a la segona meitat del segle ii aC, la va engrandir i la va dotar d'alguns edificis notables, i hi va establir alguns colons grecs. Va ser una important fortalesa del país i escenari de diverses batalles tant durant les guerres púniques com per la guerra de Jugurta, fins que Gai Mari la va conquerir i hi va establir una colònia romana anomenada Julia Cirta.
Juli Cèsar la va concedir al cap local Publi Siti un mercenari que havia lluitat al seu costat, i llavors es va dir també Colonia Sittianorum, nom que no va prevaldre. Va ser el quarter general de l'emperador rebel Domici Alexandre l'any 311 i Maxenci la va saquejar. Reconstruïda per Constantí, la ciutat va passar a dir-se Constantina. De l'antiga ciutat es conserva una part en ruïnes, incloent un arc triomfal que va ser portat a París. De Cirta en parlen molts autors, entre ells, Estrabó, Polibi, Apià, Sal·lusti i Plini el Vell, i surt indicada a l'Itinerari d'Antoní i a la Taula de Peutinger.